# Mačkovac (okręg toplicki)
Mačkovac (cyr. Мачковац) – wieś w Serbii, w okręgu toplickim, w gminie Kuršumlija. W 2011 roku liczyła 275 mieszkańców.